# Shin’etsu-Hauptlinie
| Triebzug der Baureihe E653-1100 zwischen Nagatori und Tsukayama |                   |                                   |                                 |
| Rot = Abschnitte JR East, Blau = Abschnitte Shinano Tetsudō und Echigo Tokimeki Tetsudō |                   |                                   |                                 |
| Streckenlänge: | 175,3 km          |                                   |                                 |
| Spurweite: | 1067 mm (Kapspur) |                                   |                                 |
| Stromsystem: | 1500 V =          |                                   |                                 |
| Streckengeschwindigkeit: | 120 km/h          |                                   |                                 |
| Zweigleisigkeit: | ganze Strecke     |                                   |                                 |
| |                   |                                   |                                 |
| Gesellschaft: | JR East           |                                   |                                 |
| \| \| \| Takasaki-Linie \| 1884– \| \| \| \| Jōshin-Linie \| 1897– \| \| \| 0,0 \| Takasaki (高崎) \| 1884– \| \| \| \| Jōetsu-Linie \| 1884– \| \| \| \| Tōbu Takasaki-Linie \| 1893–1956 \| \| \| \| Jōetsu-Shinkansen \| 1982– \| \| \| \| Hokuriku-Shinkansen \| 1997– \| \| \| 2,4 \| Kita-Takasaki (北高崎) \| 1885– \| \| \| \| Karasu-gawa \| \| \| \| 5,0 \| Toyooka-Shin (豊岡新) \| ab 2026 \| \| \| 6,4 \| Gumma-Yawata (群馬八幡) \| 1924– \| \| \| \| Usui-gawa \| \| \| \| 10,6 \| Annaka (安中) \| 1885– \| \| \| 17,6 \| Isobe (磯部) \| 1885– \| \| \| \| Usui-gawa \| \| \| \| 22,7 \| Matsuida (松井田) \| 1962– \| \| \| \| Matsuida (松井田) \| 1885–1962 \| \| \| 23,9 \| Nishi-Matsuida (西松井田) \| 1965– \| \| \| \| \| \| \| \| \| Jōshin’etsu-Autobahn \| \| \| \| 29,7 \| Yokokawa (横川) \| 1885– \| \| \| \| Usui-Pferdebahn \| 1888–1893 \| \| \| \| siehe Usui-Pass und Shinano-Linie \| \| \| \| \| \| \| \| \| \| Hokuriku-Shinkansen \| \| \| \| \| Shinonoi-Linie \| 1900– \| \| \| 0,0 \| Shinonoi (篠ノ井) \| 1888– \| \| \| 2,1 \| Imai (今井) \| 1997– \| \| \| 4,3 \| Kawanakajima (川中島) \| 1917– \| \| \| \| Saigawa \| \| \| \| 6,4 \| Amori (安茂里) \| 1985– \| \| \| \| Susobana-gawa \| \| \| \| 9,3 \| Nagano (長野) \| 1888– \| \| \| \| Nagaden Nagano-Linie \| 1923– \| \| \| \| siehe Kita-Shinano-Linie \| \| \| \| \| und Myōkō-Haneuma-Linie \| \| \| \| \| \| \| \| \| \| Nihonkai-Misui-Linie \| 1911– \| \| \| 0,0 \| Naoetsu (直江津) \| 1899– \| \| \| 0,2 \| Naotsu (直江津) \| 1886–1899 \| \| \| 1,4 \| Naotsu-minato (直江津港) \| –1959 \| \| \| \| Seki-gawa \| \| \| \| 0,8 \| Kasugashinden (春日新田) \| 1897–1906 \| \| \| \| Hokura-gawa \| \| \| \| 2,7 \| Kuroi (黒井) \| 1902– \| \| \| \| Kubiki-Linie \| 1914–1971 \| \| \| 7,1 \| Saigata (犀潟) \| 1897– \| \| \| \| Hokuhoku-Linie \| 1997– \| \| \| 9,4 \| Dosokohama (土底浜) \| 1960– \| \| \| 11,2 \| Katamachi (潟町) \| 1897– \| \| \| 14,0 \| Jōgehama (上下浜) \| 1952– \| \| \| \| Kakizaki-gawa \| \| \| \| 17,6 \| Kakizaki (柿崎) \| 1897– \| \| \| 21,2 \| Ausweiche Takehana \| –1973 \| \| \| 23,5 \| Yoneyama (米山) \| 1897– \| \| \| \| alte Strecke \| 1897–1966 \| \| \| \| 1. Yoneyama-Tunnel (193 m) \| \| \| \| \| 1. Yoneyama-Tunnel (1263 m) \| \| \| \| \| 2. Yoneyama-Tunnel (1397 m) \| \| \| \| \| 2. Yoneyama-Tunnel (79 m) \| \| \| \| \| 3. Yoneyama-Tunnel (442 m) \| \| \| \| \| 4. Yoneyama-Tunnel (264 m) \| \| \| \| \| 5. Yoneyama-Tunnel (142 m) \| \| \| \| \| \| \| \| \| 27,4 \| Kasashima (笠島) \| 1952– \| \| \| \| alte Strecke \| 1897–1967 \| \| \| \| 6. Yoneyama-Tunnel (142 m) \| \| \| \| \| 1. Kasashima-Tunnel (382 m) \| \| \| \| \| 2. Kasashima-Tunnel (232 m) \| \| \| \| \| \| \| \| \| \| \| \| \| \| \| 3. Kasashima-Tunnel (375 m) \| \| \| \| \| 7. Yoneyama-Tunnel (347 m) \| \| \| \| 29,6 \| Ōmigawa (青海川) \| 1899– \| \| \| \| alte Strecke \| 1897–1969 \| \| \| \| Ōmigawa-Tunnel (610 m) \| \| \| \| \| 8. Yoneyama-Tunnel (430 m) \| \| \| \| \| \| \| \| \| \| \| \| \| \| \| Geiha-Tunnel (140 m) \| \| \| \| \| \| \| \| \| 32,6 \| Kujiranami (鯨波) \| 1904– \| \| \| \| alte Strecke \| 1897–1969 \| \| \| \| Ōkubo-Tunnel (180 m) \| \| \| \| \| \| \| \| \| \| Ukawa \| \| \| \| 36,3 \| Kashiwazaki (柏崎) \| 1897– \| \| \| \| Echigo-Linie \| 1912– \| \| \| 39,3 \| Ibarame (茨目) \| 1964– \| \| \| \| Hokuriku-Autobahn \| \| \| \| 42,2 \| Yasuda (安田) \| 1899– \| \| \| 44,8 \| Kitajō (北条) \| 1897– \| \| \| 48,1 \| Echigo-Hirota (越後広田) \| 1921– \| \| \| \| alte Strecke \| –1969 \| \| \| \| Hanata-Tunnel (330 m) \| \| \| \| \| \| \| \| \| 50,8 \| Nagatori (長鳥) \| 1953– \| \| \| \| \| \| \| \| \| 1. Tsukayama-Tunnel (157 m) \| \| \| \| \| Tsukayama-Tunnel (1766 m) \| \| \| \| \| 2. Tsukayama-Tunnel (1156 m) \| \| \| \| \| \| \| \| \| 53,9 \| Ausweiche Nishizuka \| 1989–1967 \| \| \| \| Shibumi-gawa \| \| \| \| 55,8 \| Tsukayama (塚山) \| 1898– \| \| \| \| alte Strecke \| 1898–1969 \| \| \| \| Higashiyama-Tunnel (166 m) \| \| \| \| \| \| \| \| \| 60,5 \| Echigo-Iwatsuka (越後岩塚) \| 1945– \| \| \| \| Nagaoka-Linie \| 1915–1995 \| \| \| 63,3 \| Raikōji (来迎寺) \| 1898– \| \| \| \| Uonuma-Linie \| 1911–1984 \| \| \| \| Kan’etsu-Autobahn \| \| \| \| \| Shinano-gawa \| \| \| \| 67,4 \| Maekawa (前川) \| 1967– \| \| \| \| Jōetsu-Linie \| 1920– \| \| \| 70,0 \| Miyauchi (宮内) \| 1898– \| \| \| 71,4 \| Güterbahnhof Minami-Nagaoka \| 1966– \| \| \| \| Jōetsu-Shinkansen \| 1982– \| \| \| \| Tochio-Linie \| 1915–1975 \| \| \| 73.0 \| Nagaoka (長岡) \| 1898– \| \| \| 75,5 \| Kita-Nagaoka (北長岡) \| 1915– \| \| \| \| \| \| \| \| 79,9 \| Oshikiri (押切) \| 1901– \| \| \| \| Kariyada-gawa \| \| \| \| 82,0 \| Ausweiche Kari-Tanida \| –1945 \| \| \| 84,4 \| Mitsuke (見附) \| 1898– \| \| \| 88,5 \| Obiori (帯織) \| 1898– \| \| \| 91,1 \| Tōkōji (東光寺) \| 1953– \| \| \| 94,6 \| Sanjō (三条) \| 1898– \| \| \| \| Igarashi-gawa \| \| \| \| \| Yahiko-Linie \| 1916– \| \| \| 96,2 \| Higashi-Sanjō (東三条) \| 1897– \| \| \| \| Yahiko-Linie \| 1927–1985 \| \| \| 100,0 \| Honai (保内) \| 1949– \| \| \| 103,8 \| Kamo (加茂) \| 1897– \| \| \| \| Kanbara-Bahnlinie \| 1923–1999 \| \| \| \| Kamo-gawa \| \| \| \| 107,9 \| Hanyūda (羽生田) \| 1903– \| \| \| 111,1 \| Tagami (田上) \| 1949– \| \| \| 114,8 \| Yashiroda (矢代田) \| 1897– \| \| \| 117,9 \| Furutsu (古津) \| 1949– \| \| \| \| Ban’etsu-Westlinie \| 1910– \| \| \| 121,1 \| Niitsu (新津) \| 1897– \| \| \| \| Uetsu-Hauptlinie \| 1912– \| \| \| 122,6 \| Satsukino (さつき野) \| 1991– \| \| \| \| Ban’etsu-Autobahn \| \| \| \| 124,9 \| Ogikawa (荻川) \| 1926– \| \| \| \| Koagano-gawa \| \| \| \| 129,8 \| Kameda (亀田) \| 1897– \| \| \| \| Nihonkai-Tōhoku-Autobahn \| \| \| \| 132,20,0# \| Echigo-Ishiyama (越後石山) \| 1960– \| \| \| \| \| \| \| \| \| Hakushin-Linie \| 1968– \| \| \| 2.4# \| Güterbahnhof Niigata \| 1987– \| \| \| \| \| \| \| \| \| Shinkansen-Betriebswerk Niigata \| \| \| \| 134,40,0* \| Verzweigung Kami-Nuttari \| 1924– \| \| \| \| \| \| \| \| 2,1* \| Güterbahnhof Yakejima \| 1941– \| \| \| 3,8* \| Güterbahnhof Higashi-Niigatakō \| 1924– \| \| \| 5,5* \| Ōgata (大形) \| –1941 \| \| \| \| \| \| \| \| 136,2 \| Nuttari (沼垂) \| 1897–2010 \| \| \| \| \| \| \| \| \| Niigatakō (新潟港) \| –1986 \| \| \| 136,3 \| Niigata (新潟) \| 1958– \| \| \| 138,1 \| Niigata (新潟) \| 1904–1958 \| \| \| \| Bandai (万代) \| –1965 \| \| \| \| \| \| \| \| \| Echigo-Linie \| 1951– \| \| \| \| Jōetsu-Shinkansen \| 1982– \| |                   |                                   |                                 |
| Strecke |                   | Takasaki-Linie                    | 1884–                           |
| Strecke · Strecke von links |                   | Jōshin-Linie                      | 1897–                           |
| | 0,0               | Takasaki (高崎)                   | 1884–                           |
| Kreuzung geradeaus oben · Abzweig geradeaus und nach rechts · U-Bahn-Kopfbahnhof Streckenanfang (Strecke außer Betrieb) |                   | Jōetsu-Linie                      | 1884–                           |
| Kreuzung mit U-Bahn geradeaus oben (Querstrecke außer Betrieb) · Kreuzung mit U-Bahn geradeaus unten (Querstrecke außer Betrieb) · U-Bahn-Strecke nach rechts (außer Betrieb) |                   | Tōbu Takasaki-Linie               | 1893–1956                       |
| Abzweig geradeaus und nach rechts · Strecke |                   | Jōetsu-Shinkansen                 | 1982–                           |
| Strecke · Strecke |                   | Hokuriku-Shinkansen               | 1997–                           |
| Haltepunkt / Haltestelle | 2,4               | Kita-Takasaki (北高崎)            | 1885–                           |
| Brücke über Wasserlauf |                   | Karasu-gawa                       | Karasu-gawa                     |
| ehemaliger Haltepunkt / Haltestelle | 5,0               | Toyooka-Shin (豊岡新)             | ab 2026                         |
| Haltepunkt / Haltestelle | 6,4               | Gumma-Yawata (群馬八幡)           | 1924–                           |
| Brücke über Wasserlauf |                   | Usui-gawa                         | Usui-gawa                       |
| Haltepunkt / Haltestelle | 10,6              | Annaka (安中)                     | 1885–                           |
| Haltepunkt / Haltestelle | 17,6              | Isobe (磯部)                      | 1885–                           |
| Brücke über Wasserlauf |                   | Usui-gawa                         | Usui-gawa                       |
| Haltepunkt / Haltestelle | 22,7              | Matsuida (松井田)                 | 1962–                           |
| Haltepunkt / Haltestelle Streckenanfang und quer (Strecke außer Betrieb) · Abzweig geradeaus und ehemals von rechts |                   | Matsuida (松井田)                 | 1885–1962                       |
| Haltepunkt / Haltestelle | 23,9              | Nishi-Matsuida (西松井田)         | 1965–                           |
| Abzweig geradeaus und ehemals nach links |                   |                                   |                                 |
| Strecke mit Straßenbrücke |                   | Jōshin’etsu-Autobahn              | Jōshin’etsu-Autobahn            |
| Kopfbahnhof Strecke ab hier außer Betrieb · U-Bahn-Haltepunkt / Haltestelle Streckenanfang (Strecke außer Betrieb) | 29,7              | Yokokawa (横川)                   | 1885–                           |
| Strecke (außer Betrieb) · U-Bahn-Strecke nach links (außer Betrieb) |                   | Usui-Pferdebahn                   | 1888–1893                       |
| |                   | siehe Usui-Pass und Shinano-Linie |                                 |
| |                   |                                   |                                 |
| Strecke |                   | Hokuriku-Shinkansen               | Hokuriku-Shinkansen             |
| Strecke · Abzweig geradeaus und von links |                   | Shinonoi-Linie                    | 1900–                           |
| Strecke · Bahnhof | 0,0               | Shinonoi (篠ノ井)                 | 1888–                           |
| Strecke · Haltepunkt / Haltestelle | 2,1               | Imai (今井)                       | 1997–                           |
| Strecke · Haltepunkt / Haltestelle | 4,3               | Kawanakajima (川中島)             | 1917–                           |
| Brücke über Wasserlauf · Brücke über Wasserlauf |                   | Saigawa                           | Saigawa                         |
| Strecke · Haltepunkt / Haltestelle | 6,4               | Amori (安茂里)                    | 1985–                           |
| Brücke über Wasserlauf · Brücke über Wasserlauf |                   | Susobana-gawa                     | Susobana-gawa                   |
| | 9,3               | Nagano (長野)                     | 1888–                           |
| Strecke · Strecke nach links (im Tunnel) |                   | Nagaden Nagano-Linie              | 1923–                           |
| |                   | siehe Kita-Shinano-Linie          |                                 |
| |                   | und Myōkō-Haneuma-Linie           |                                 |
| |                   |                                   |                                 |
| Strecke (außer Betrieb) · Abzweig geradeaus und von links |                   | Nihonkai-Misui-Linie              | 1911–                           |
| Strecke (außer Betrieb) · Bahnhof | 0,0               | Naoetsu (直江津)                  | 1899–                           |
| Kopfbahnhof Streckenende (Strecke außer Betrieb) · Strecke | 0,2               | Naotsu (直江津)                   | 1886–1899                       |
| Abzweig geradeaus und ehemals nach links · Betriebs-/Güterbahnhof Streckenende und quer (Strecke außer Betrieb) | 1,4               | Naotsu-minato (直江津港)          | –1959                           |
| Brücke über Wasserlauf |                   | Seki-gawa                         | Seki-gawa                       |
| ehemaliger Haltepunkt / Haltestelle | 0,8               | Kasugashinden (春日新田)          | 1897–1906                       |
| Brücke über Wasserlauf |                   | Hokura-gawa                       | Hokura-gawa                     |
| Kopfbahnhof Streckenanfang (Strecke außer Betrieb) · Bahnhof | 2,7               | Kuroi (黒井)                      | 1902–                           |
| Strecke nach rechts (außer Betrieb) · Strecke |                   | Kubiki-Linie                      | 1914–1971                       |
| Bahnhof | 7,1               | Saigata (犀潟)                    | 1897–                           |
| Abzweig geradeaus und nach rechts |                   | Hokuhoku-Linie                    | 1997–                           |
| Haltepunkt / Haltestelle | 9,4               | Dosokohama (土底浜)               | 1960–                           |
| Haltepunkt / Haltestelle | 11,2              | Katamachi (潟町)                  | 1897–                           |
| Haltepunkt / Haltestelle | 14,0              | Jōgehama (上下浜)                 | 1952–                           |
| Brücke über Wasserlauf |                   | Kakizaki-gawa                     | Kakizaki-gawa                   |
| Bahnhof | 17,6              | Kakizaki (柿崎)                   | 1897–                           |
| ehemalige Blockstelle | 21,2              | Ausweiche Takehana                | –1973                           |
| Haltepunkt / Haltestelle | 23,5              | Yoneyama (米山)                   | 1897–                           |
| |                   | alte Strecke                      | 1897–1966                       |
| Tunnelanfang · Tunnel (Strecke außer Betrieb) |                   | 1. Yoneyama-Tunnel (193 m)        | 1. Yoneyama-Tunnel (193 m)      |
| Tunnelende · Strecke (außer Betrieb) |                   | 1. Yoneyama-Tunnel (1263 m)       | 1. Yoneyama-Tunnel (1263 m)     |
| Tunnelanfang · Strecke (außer Betrieb) |                   | 2. Yoneyama-Tunnel (1397 m)       | 2. Yoneyama-Tunnel (1397 m)     |
| Strecke (im Tunnel) · Tunnel (Strecke außer Betrieb) |                   | 2. Yoneyama-Tunnel (79 m)         | 2. Yoneyama-Tunnel (79 m)       |
| Strecke (im Tunnel) · Tunnel (Strecke außer Betrieb) |                   | 3. Yoneyama-Tunnel (442 m)        | 3. Yoneyama-Tunnel (442 m)      |
| Strecke (im Tunnel) · Tunnel (Strecke außer Betrieb) |                   | 4. Yoneyama-Tunnel (264 m)        | 4. Yoneyama-Tunnel (264 m)      |
| Tunnelende · Tunnel (Strecke außer Betrieb) |                   | 5. Yoneyama-Tunnel (142 m)        | 5. Yoneyama-Tunnel (142 m)      |
| |                   |                                   |                                 |
| Haltepunkt / Haltestelle | 27,4              | Kasashima (笠島)                  | 1952–                           |
| |                   | alte Strecke                      | 1897–1967                       |
| Tunnelanfang · Tunnel (Strecke außer Betrieb) |                   | 6. Yoneyama-Tunnel (142 m)        | 6. Yoneyama-Tunnel (142 m)      |
| Tunnelende · Strecke (außer Betrieb) |                   | 1. Kasashima-Tunnel (382 m)       | 1. Kasashima-Tunnel (382 m)     |
| Tunnel · Strecke (außer Betrieb) |                   | 2. Kasashima-Tunnel (232 m)       | 2. Kasashima-Tunnel (232 m)     |
| |                   |                                   |                                 |
| |                   |                                   |                                 |
| Tunnel · Tunnel (Strecke außer Betrieb) |                   | 3. Kasashima-Tunnel (375 m)       | 3. Kasashima-Tunnel (375 m)     |
| |                   | 7. Yoneyama-Tunnel (347 m)        |                                 |
| Haltepunkt / Haltestelle | 29,6              | Ōmigawa (青海川)                  | 1899–                           |
| |                   | alte Strecke                      | 1897–1969                       |
| Tunnelanfang · Strecke (außer Betrieb) |                   | Ōmigawa-Tunnel (610 m)            | Ōmigawa-Tunnel (610 m)          |
| Tunnelende · Tunnel (Strecke außer Betrieb) |                   | 8. Yoneyama-Tunnel (430 m)        | 8. Yoneyama-Tunnel (430 m)      |
| |                   |                                   |                                 |
| |                   |                                   |                                 |
| Tunnel · Strecke (außer Betrieb) |                   | Geiha-Tunnel (140 m)              | Geiha-Tunnel (140 m)            |
| |                   |                                   |                                 |
| Haltepunkt / Haltestelle | 32,6              | Kujiranami (鯨波)                 | 1904–                           |
| |                   | alte Strecke                      | 1897–1969                       |
| Tunnel · Strecke (außer Betrieb) |                   | Ōkubo-Tunnel (180 m)              | Ōkubo-Tunnel (180 m)            |
| |                   |                                   |                                 |
| Brücke über Wasserlauf |                   | Ukawa                             | Ukawa                           |
| Bahnhof | 36,3              | Kashiwazaki (柏崎)                | 1897–                           |
| Abzweig geradeaus und nach links |                   | Echigo-Linie                      | 1912–                           |
| Haltepunkt / Haltestelle | 39,3              | Ibarame (茨目)                    | 1964–                           |
| Strecke mit Straßenbrücke |                   | Hokuriku-Autobahn                 | Hokuriku-Autobahn               |
| Haltepunkt / Haltestelle | 42,2              | Yasuda (安田)                     | 1899–                           |
| Haltepunkt / Haltestelle | 44,8              | Kitajō (北条)                     | 1897–                           |
| Haltepunkt / Haltestelle | 48,1              | Echigo-Hirota (越後広田)          | 1921–                           |
| |                   | alte Strecke                      | –1969                           |
| Tunnel · Tunnel (Strecke außer Betrieb) |                   | Hanata-Tunnel (330 m)             | Hanata-Tunnel (330 m)           |
| |                   |                                   |                                 |
| Haltepunkt / Haltestelle | 50,8              | Nagatori (長鳥)                   | 1953–                           |
| |                   |                                   |                                 |
| Tunnel (Strecke außer Betrieb) · Tunnelanfang |                   | 1. Tsukayama-Tunnel (157 m)       | 1. Tsukayama-Tunnel (157 m)     |
| Tunnelanfang (Strecke außer Betrieb) · Strecke (im Tunnel) |                   | Tsukayama-Tunnel (1766 m)         | Tsukayama-Tunnel (1766 m)       |
| Tunnelende (Strecke außer Betrieb) · Tunnelende |                   | 2. Tsukayama-Tunnel (1156 m)      | 2. Tsukayama-Tunnel (1156 m)    |
| |                   |                                   |                                 |
| ehemalige Blockstelle | 53,9              | Ausweiche Nishizuka               | 1989–1967                       |
| Brücke über Wasserlauf |                   | Shibumi-gawa                      | Shibumi-gawa                    |
| Haltepunkt / Haltestelle | 55,8              | Tsukayama (塚山)                  | 1898–                           |
| |                   | alte Strecke                      | 1898–1969                       |
| Tunnel · Tunnel (Strecke außer Betrieb) |                   | Higashiyama-Tunnel (166 m)        | Higashiyama-Tunnel (166 m)      |
| |                   |                                   |                                 |
| Haltepunkt / Haltestelle | 60,5              | Echigo-Iwatsuka (越後岩塚)        | 1945–                           |
| Abzweig geradeaus und ehemals von links · Abzweig quer und von links (Strecke außer Betrieb) |                   | Nagaoka-Linie                     | 1915–1995                       |
| Kopfbahnhof Streckenende und quer (Strecke außer Betrieb) · Bahnhof · Kopfbahnhof Streckenende (Strecke außer Betrieb) | 63,3              | Raikōji (来迎寺)                  | 1898–                           |
| Strecke |                   | Uonuma-Linie                      | 1911–1984                       |
| Strecke mit Straßenbrücke |                   | Kan’etsu-Autobahn                 | Kan’etsu-Autobahn               |
| Brücke über Wasserlauf |                   | Shinano-gawa                      | Shinano-gawa                    |
| Haltepunkt / Haltestelle | 67,4              | Maekawa (前川)                    | 1967–                           |
| Abzweig geradeaus und von rechts |                   | Jōetsu-Linie                      | 1920–                           |
| Bahnhof | 70,0              | Miyauchi (宮内)                   | 1898–                           |
| Dienststation / Betriebs- oder Güterbahnhof | 71,4              | Güterbahnhof Minami-Nagaoka       | 1966–                           |
| Kreuzung geradeaus unten · Strecke von rechts |                   | Jōetsu-Shinkansen                 | 1982–                           |
| Strecke von rechts (außer Betrieb) · Strecke · Strecke |                   | Tochio-Linie                      | 1915–1975                       |
| Bahnhof (Strecke außer Betrieb) | 73.0              | Nagaoka (長岡)                    | 1898–                           |
| Strecke nach rechts (außer Betrieb) · Haltepunkt / Haltestelle · Strecke | 75,5              | Kita-Nagaoka (北長岡)             | 1915–                           |
| Strecke · Strecke nach links |                   |                                   |                                 |
| Haltepunkt / Haltestelle | 79,9              | Oshikiri (押切)                   | 1901–                           |
| Brücke über Wasserlauf |                   | Kariyada-gawa                     | Kariyada-gawa                   |
| ehemalige Blockstelle | 82,0              | Ausweiche Kari-Tanida             | –1945                           |
| Haltepunkt / Haltestelle | 84,4              | Mitsuke (見附)                    | 1898–                           |
| Haltepunkt / Haltestelle | 88,5              | Obiori (帯織)                     | 1898–                           |
| Haltepunkt / Haltestelle | 91,1              | Tōkōji (東光寺)                   | 1953–                           |
| Haltepunkt / Haltestelle | 94,6              | Sanjō (三条)                      | 1898–                           |
| Brücke über Wasserlauf |                   | Igarashi-gawa                     | Igarashi-gawa                   |
| Abzweig geradeaus und von links |                   | Yahiko-Linie                      | 1916–                           |
| Bahnhof | 96,2              | Higashi-Sanjō (東三条)            | 1897–                           |
| Abzweig geradeaus und ehemals nach rechts |                   | Yahiko-Linie                      | 1927–1985                       |
| Haltepunkt / Haltestelle | 100,0             | Honai (保内)                      | 1949–                           |
| Kopfbahnhof Streckenanfang (Strecke außer Betrieb) · Bahnhof | 103,8             | Kamo (加茂)                       | 1897–                           |
| Strecke nach rechts (außer Betrieb) · Strecke |                   | Kanbara-Bahnlinie                 | 1923–1999                       |
| Brücke über Wasserlauf |                   | Kamo-gawa                         | Kamo-gawa                       |
| Bahnhof | 107,9             | Hanyūda (羽生田)                  | 1903–                           |
| Haltepunkt / Haltestelle | 111,1             | Tagami (田上)                     | 1949–                           |
| Haltepunkt / Haltestelle | 114,8             | Yashiroda (矢代田)                | 1897–                           |
| Haltepunkt / Haltestelle | 117,9             | Furutsu (古津)                    | 1949–                           |
| Abzweig geradeaus und von rechts |                   | Ban’etsu-Westlinie                | 1910–                           |
| Bahnhof | 121,1             | Niitsu (新津)                     | 1897–                           |
| Abzweig geradeaus und nach rechts |                   | Uetsu-Hauptlinie                  | 1912–                           |
| Haltepunkt / Haltestelle | 122,6             | Satsukino (さつき野)              | 1991–                           |
| Strecke mit Straßenbrücke |                   | Ban’etsu-Autobahn                 | Ban’etsu-Autobahn               |
| Haltepunkt / Haltestelle | 124,9             | Ogikawa (荻川)                    | 1926–                           |
| Brücke über Wasserlauf |                   | Koagano-gawa                      | Koagano-gawa                    |
| Haltepunkt / Haltestelle | 129,8             | Kameda (亀田)                     | 1897–                           |
| Strecke mit Straßenbrücke |                   | Nihonkai-Tōhoku-Autobahn          | Nihonkai-Tōhoku-Autobahn        |
| Haltepunkt / Haltestelle | 132,20,0#         | Echigo-Ishiyama (越後石山)        | 1960–                           |
| Verschwenkung nach links |                   |                                   |                                 |
| Strecke von rechts · Strecke |                   | Hakushin-Linie                    | 1968–                           |
| Betriebs-/Güterbahnhof Streckenanfang und quer · Kreuzung geradeaus oben · Abzweig geradeaus und nach rechts | 2.4#              | Güterbahnhof Niigata              | 1987–                           |
| |                   |                                   |                                 |
| Betriebsstelle Streckenanfang und quer · Strecke von rechts · Strecke |                   | Shinkansen-Betriebswerk Niigata   | Shinkansen-Betriebswerk Niigata |
| Strecke · Blockstelle | 134,40,0*         | Verzweigung Kami-Nuttari          | 1924–                           |
| Strecke nach links · Kreuzung geradeaus unten · Strecke von rechts |                   |                                   |                                 |
| Strecke von links · Dienststation / Betriebs- oder Güterbahnhof quer · Abzweig geradeaus und nach rechts · Strecke | 2,1*              | Güterbahnhof Yakejima             | 1941–                           |
| Betriebs-/Güterbahnhof Strecke ab hier außer Betrieb · Strecke · Strecke | 3,8*              | Güterbahnhof Higashi-Niigatakō    | 1924–                           |
| Betriebs-/Güterbahnhof Streckenende (Strecke außer Betrieb) · Strecke · Strecke | 5,5*              | Ōgata (大形)                      | –1941                           |
| Strecke von links (außer Betrieb) · Strecke quer (außer Betrieb) · Abzweig geradeaus und ehemals nach rechts · Strecke |                   |                                   |                                 |
| Dienststation / Betriebs- oder Güterbahnhof (Strecke außer Betrieb) · Strecke · Strecke | 136,2             | Nuttari (沼垂)                    | 1897–2010                       |
| Strecke · Strecke |                   |                                   |                                 |
| Betriebs-/Güterbahnhof Streckenende (Strecke außer Betrieb) · Strecke (außer Betrieb) · Strecke · Strecke |                   | Niigatakō (新潟港)                | –1986                           |
| Strecke (außer Betrieb) | 136,3             | Niigata (新潟)                    | 1958–                           |
| Bahnhof (Strecke außer Betrieb) · Strecke · Strecke | 138,1             | Niigata (新潟)                    | 1904–1958                       |
| Betriebs-/Güterbahnhof Streckenanfang und quer (Strecke außer Betrieb) · Kreuzung (Strecken außer Betrieb) · Abzweig geradeaus und ehemals nach rechts · Strecke |                   | Bandai (万代)                     | –1965                           |
| Strecke |                   |                                   |                                 |
| Strecke · Strecke |                   | Echigo-Linie                      | 1951–                           |
| Strecke |                   | Jōetsu-Shinkansen                 | 1982–                           |

Die Shin’etsu-Hauptlinie (jap. 信越本線 Shin’etsu-honsen) ist eine Eisenbahnstrecke in Japan. Sie verläuft von Takasaki in der Präfektur Gunma über Nagano nach Niigata in der Präfektur Niigata. Dabei stellt sie eine wichtige Verbindung durch das gebirgige Zentrum der Hauptinsel Honshū her. Sie war einst vor allem für den mit Zahnstange ausgestatteten Gebirgsbahnabschnitt über den Usui-Pass bekannt. Anlässlich der Inbetriebnahme der Schnellfahrstrecke Hokuriku-Shinkansen, die in der südlichen Hälfte nahezu parallel verläuft, wurde die Shin’etsu-Hauptlinie 1997 in betrieblicher Hinsicht dreigeteilt und der Abschnitt über den Usui-Pass stillgelegt. 2015 trat JR East weitere Abschnitte an andere Bahngesellschaften ab. Seither wird die Shin’etsu-Hauptlinie abschnittsweise auch von der Shinano Tetsudō und der Echigo Tokimeki Tetsudō betrieben. Der Name der Strecke setzt sich aus dem jeweils ersten Kanji-Schriftzeichen der alten Provinzen Shinano (信濃) und Echigo (越後), die den heutigen Provinzen Nagano und (teilweise) Niigata entsprechen.

## Aufteilung in Sektionen
Bis zu ihrer Aufteilung in den Jahren 1997 und 2014 hatte die Shin’etsu-Hauptlinie eine Gesamtlänge von 326,6 km zwischen Takasaki und Niigata. Heute sind die von JR East betriebenen Streckenabschnitte insgesamt 175,3 km lang. Betrieblich ist die Shin’etsu-Hauptlinie in sechs Sektionen geteilt, wobei drei bei JR East verblieben sind. Zwei wurden aufgrund des Parallelverkehrs mit der Schnellfahrstrecke Hokuriku-Shinkansen an die Shinano Tetsudō übertragen und eine an die Echigo Tokimeki Tetsudō. Hinzu kommt die Stilllegung des Abschnitts am Usui-Pass. Dies ergibt folgtende Aufteilung:
| Verlauf                          | Länge    | ursprünglich | Datum           | neuer Betreiber         | neuer Name                              |
| -------------------------------- | -------- | ------------ | --------------- | ----------------------- | --------------------------------------- |
| Takasaki – Yokokawa              | 029,7 km | JR East      |                 | JR East                 |                                         |
| Yokokawa – Karuizawa (Usui-Pass) | 011,2 km | JR East      | 1. Oktober 1997 | stillgelegt             | (teilweise Usui-tōge Tetsudō Bunkamura) |
| Karuizawa – Shinonoi             | 065,1 km | JR East      | 1. Oktober 1997 | Shinano Tetsudō         | Shinano-Linie                           |
| Shinonoi – Nagano                | 009,3 km | JR East      |                 | JR East                 |                                         |
| Nagano – Myōkō-Kōgen             | 037,3 km | JR East      | 14. März 2015   | Shinano Tetsudō         | Kita-Shinano-Linie                      |
| Myōkō-Kōgen – Naoetsu            | 037,7 km | JR East      | 14. März 2015   | Echigo Tokimeki Tetsudō | Myōkō-Haneuma-Linie                     |
| Naoetsu – Niigata                | 136,3 km | JR East      |                 | JR East                 |                                         |
| Gesamtstrecke                    | 326,6 km |              |                 |                         |                                         |

## Streckenbeschreibung
Das folgende Kapitel befasst sich ausschließlich mit den von JR East betriebenen Streckenteilen. Die übrigen werden in den Streckenartikeln der entsprechenden Bahngesellschaften beschrieben. Allen gemeinsam ist, dass sie in Kapspur (1067 mm) verlegt, mit 1500 V Gleichspannung elektrifiziert und zweigleisig ausgebaut sind.
Der am östlichsten gelegene Abschnitt von 29,7 km Länge befindet sich vollständig auf dem Gebiet der Präfektur Gunma. Ausgangspunkt ist der Bahnhof Yokokawa, ein bedeutender Eisenbahnknoten. Die Strecke folgt zunächst etwa ein Kilometer weit der Trasse der Jōetsu-Shinkansen und der Jōetsu-Linie. Sie biegt anschließend nach Westen ab, überbrückt den Karasu und folgt dem relativ flachen und dicht besiedelten Usui-Tal. Ab Nishi-Matsuida verengt sich das Tal zusehend. Der Streckenabschnitt endet im Bahnhof Yokokawa, wo sich auf dem Gelände des früheren Betriebsbahnhofs der Themenpark Usui-tōge Tetsudō Bunkamura. Hier begann die 1997 stillgelegte Steilstrecke über den Usui-Pass. Der Abschnitt Takasaki–Yokokawa umfasst acht Bahnhöfe und ist für eine Höchstgeschwindigkeit von 100 km/h ausgelegt.
Lediglich 9,3 km lang ist der zweite Abschnitt von JR East, der vollständig auf dem Gebiet der Präfekturhauptstadt Nagano liegt. Durch das Nagano-Becken verlaufend, verbindet er den Bahnhof Shinonoi mit dem Bahnhof Nagano; er kann auch als Fortsetzung der von Matsumoto her kommenden Shinonoi-Linie betrachtet werden. Es werden fünf Bahnhöfe bedient, die Höchstgeschwindigkeit beträgt 120 km/h.
Der mit Abstand längste bei JR East verbliebene Abschnitt der Shin’etsu-Hauptlinie ist 136,3 km lang und verbindet Naoetsu mit Niigata. Zusammen mit der in Naoetsu endenden Hokuriku-Hauptlinie bildet er einen wichtigen Abschnitt der Eisenbahnachse entlang des Japanischen Meers. Nach der Überbrückung des Seki folgt die Strecke der Küste in nordöstlicher Richtung und in einem Abstand von etwa einem halben Kilometer. Zwischen Kakizaki und Kujiranami, wo das Yoneyama-Massiv bis ans Meer reicht, verläuft die Trasse unmittelbar der Küste entlang. Bei Kashiwazaki wendet sie sich vorübergehend nach Osten ins Landesinnere und durchquert zwei Hügelzüge, ehe sie den Shinano quert und bei Nagaoka die Echigo-Ebene erreicht. Die Shin’etsu-Linie folgt danach dem östlichen Rand der weitläufigen Ebene bis Niitsu. Nahe am Agano vorbei wird schließlich Niigata erreicht. Es werden 42 Bahnhöfe bedient, die Strecke ist auf Geschwindigkeiten bis zu 120 km/h ausgerichtet.

## Zugangebot

### Personenverkehr
Der Intercity-Verkehr von der Hauptstadtregion zu den Städten entlang der Shin’etsu-Hauptlinie in der Präfektur Nagano wurde mit der Eröffnung der Hokuriku-Shinkansen und der Teilung der Strecke eingestellt. Auf dem Abschnitt zwischen Takasaki und Yokokawa fahren Nahverkehrszüge im Stundentakt, der morgens und abends zu einem Halbstundentakt verdichtet wird. An Wochenenden und Feiertagen verkehrt zwischen beiden Bahnhöfen der Sonderzug SL Gunma Yokokawa, der von einer Dampflokomotive der Baureihe D51 oder C61 gezogen wird.
Der kurze Streckenabschnitt der Shin'etsu-Hauptlinie zwischen Shinonoi und Nagano verblieb vor allem deswegen bei JR East, um die Züge der Shinonoi-Linie nach Nagano durchbinden zu können. Diese halten mehrheitlich nur in Shinonoi und Nagano, wenige Züge auch in Kawanakajima. Auch der zwischen Nagano und Nagoya verkehrende Schnellzug Shinano nutzt diesen Streckenabschnitt. Den Nahverkehrs übernimmt hier die Shinano Tetsudō, deren Züge an allen Zwischenstationen halten.
Auf dem Streckenabschnitt zwischen Naoetsu und Niigata bietet JR East trotz des auch hier bestehenden Konkurrenzverhältnisses zu Shinkansen-Strecken zwei Schnellzug-Gattungen an. Ihre Aufgabe besteht hauptsächlich darin, größere Orte innerhalb der Präfektur Niigata miteinander zu verbinden. Den Shirayuki betreibt JR East gemeinsam mit der Echigo Tokimeki Tetsudō. Vier Zugpaare täglich verbinden Niigata mit Nagaoka, Naoetsu und Myōkō-Kōgen; davon fahren zwei weiter bis nach Arai. Die Kaisoku (Rapid) verkehren je Richtung bis zu fünfmal Mal täglich, aufgeteilt auf die Verbindungen Naoetsu–Niigata, Naoetsu–Nagaoka und Nagaoka–Niigata. Der Nahverkehr wird in Nagaoka fast vollständig getrennt. Von dort nach Nagaoka fährt ungefähr alle in bis zwei Stunden ein Zug, in Richtung Niitsu etwa einmal stündlich (morgens und abends jedoch häufiger). Auf dem Abschnitt Niitsu–Niigata wird tagsüber ein 20-Minuten-Takt angeboten, während der Hauptverkehrszeit fährt etwa alle 10 bis 15 Minuten ein Nahverkehrszug.

### Güterverkehr
Der durchgehende Schienengüterverkehr zwischen der Hauptstadtregion und der Präfektur Nagano sowie von und nach Niigata wird auf der Jōetsu-Linie abgewickelt.
Ab dem Bahnhof Annaka (auf halbem Weg zwischen Takaski und Yokokawa gelegen) fahrt einmal täglich ein Express-Güterzug der Bahngesellschaft Fukushima Rinkai Tetsudō für den Transport von Erzen zum Güterbahnhof Onahama bei Iwaki in der Präfektur Fukushima, wo unter anderem die Tōhō Aen eine Zinkhütte betreibt. Werktäglich verbinden zwei Express-Güterzüge von JR Freight den Containerbahnhof Kita-Nagano mit den Ballungsräumen von Tokio und Nagoya, wobei sie den Abschnitt Nagano–Shinonoi befahren.
Der Abschnitt Naoetsu–Niigata ist Teil einer durchgehenden Schienenverbindung entlang des Japanischen Meeres, die von JR Freight rege genutzt wird. Die meisten hier verkehrenden Güterzüge sind Containerzüge, die von Elektrolokomotiven der Baureihe EF510 gezogen werden. Abgefertigt werden die Container in den Bahnhöfen Kuroi, Kashiwazaki und Minami-Nagaoka sowie im Güterbahnhof Niigata.

## Bilder

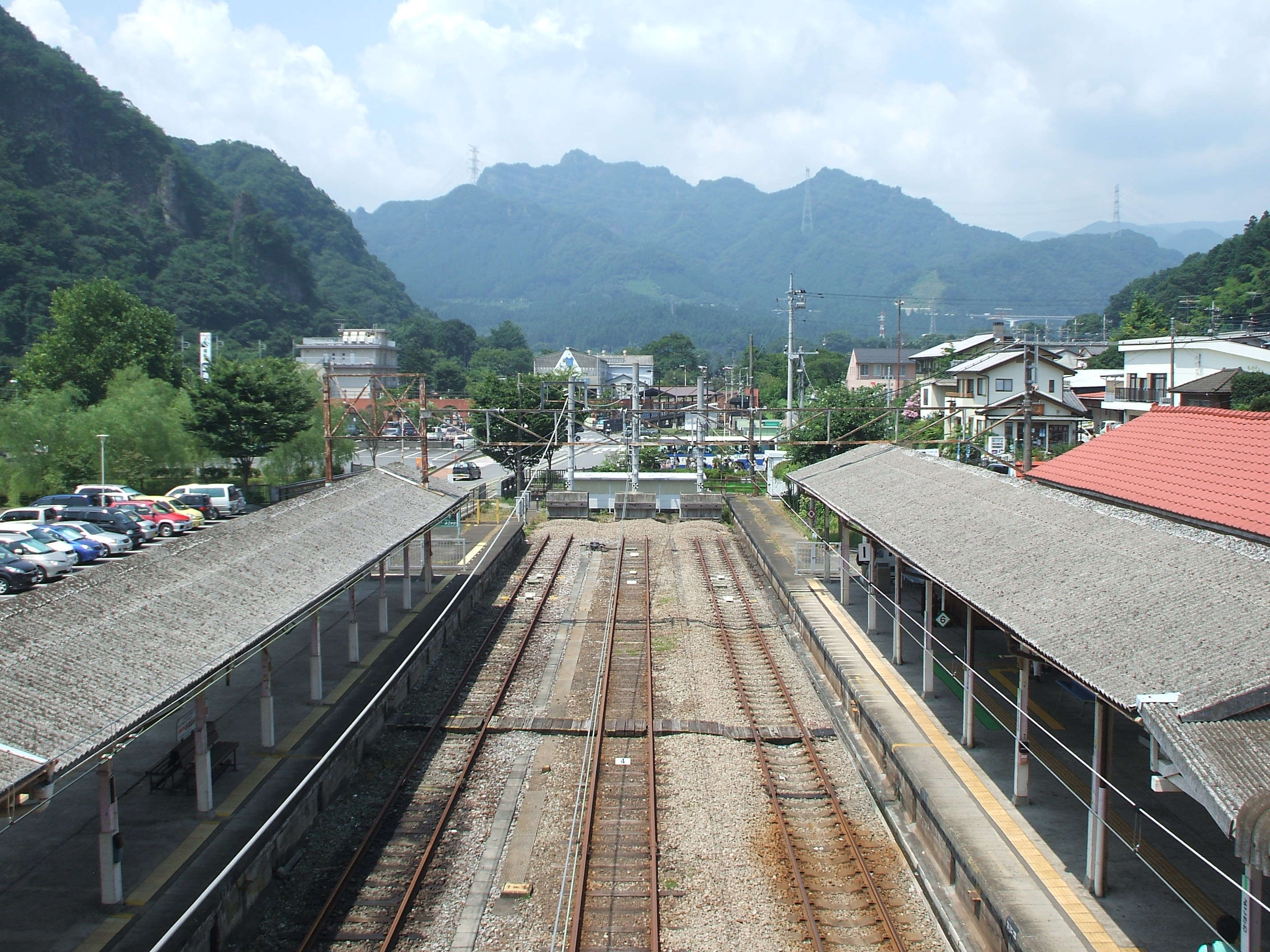
Bahnhof Yokokawa
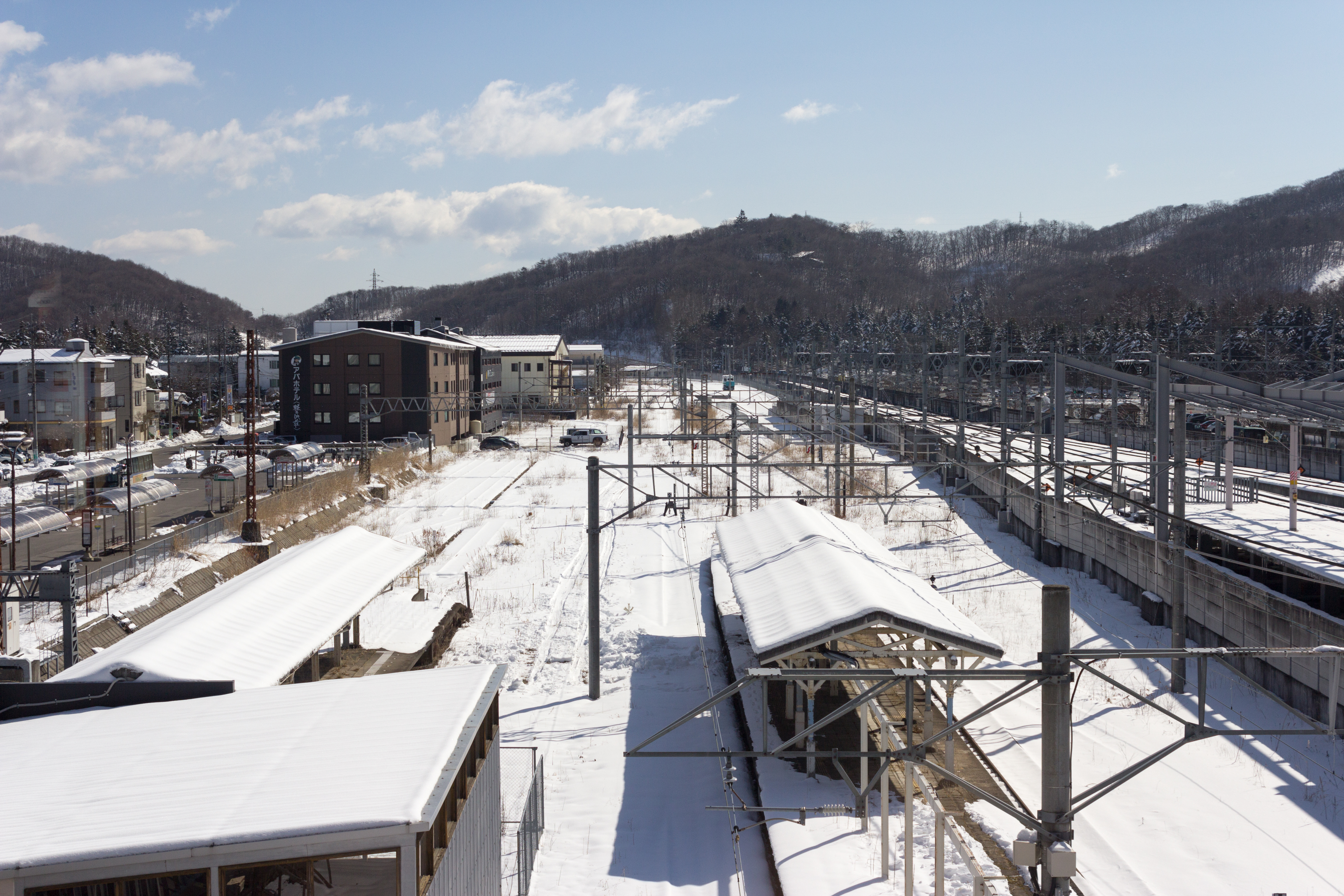
Bahnhof Karuizawa
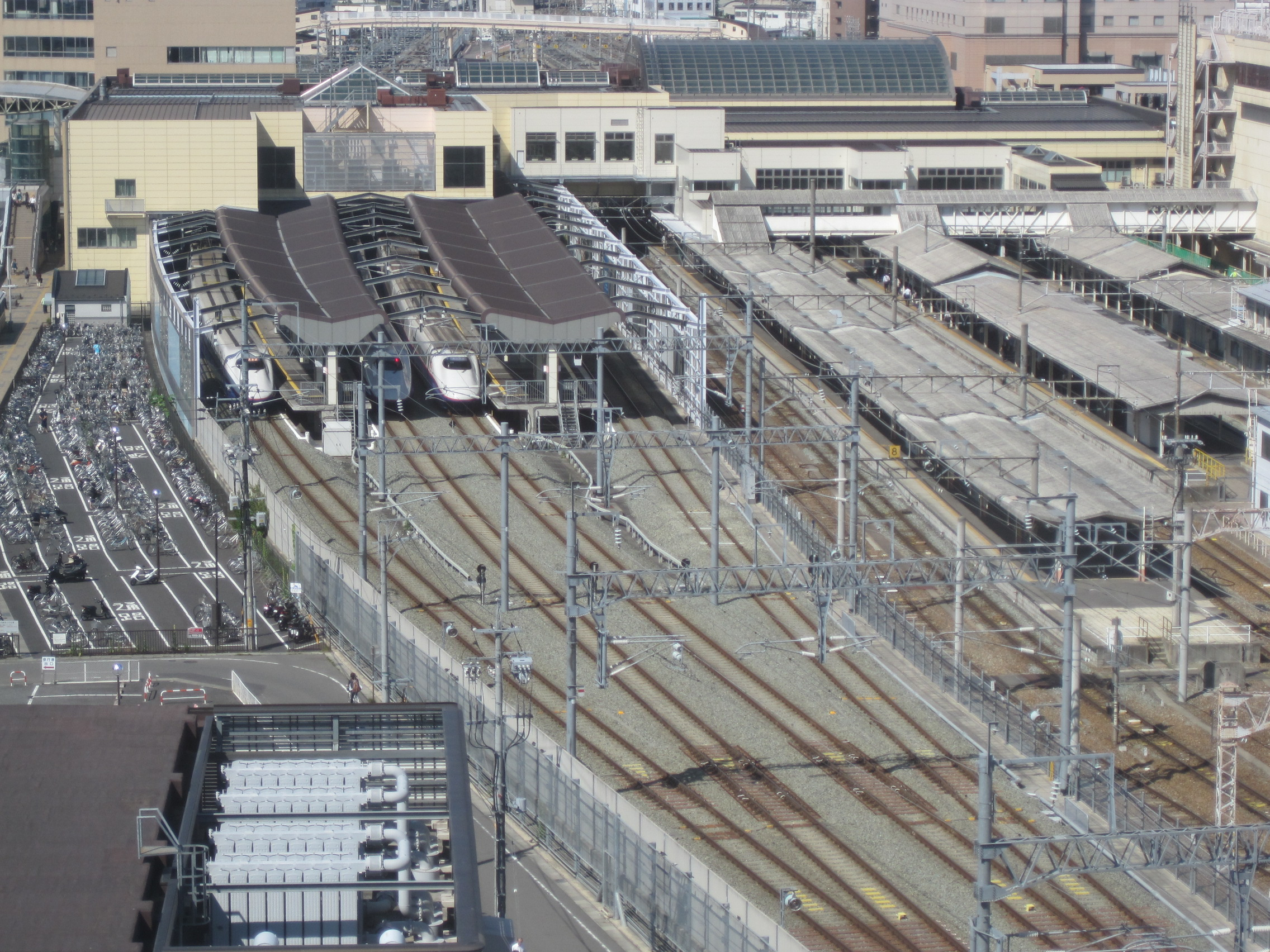
Bahnhof Nagano
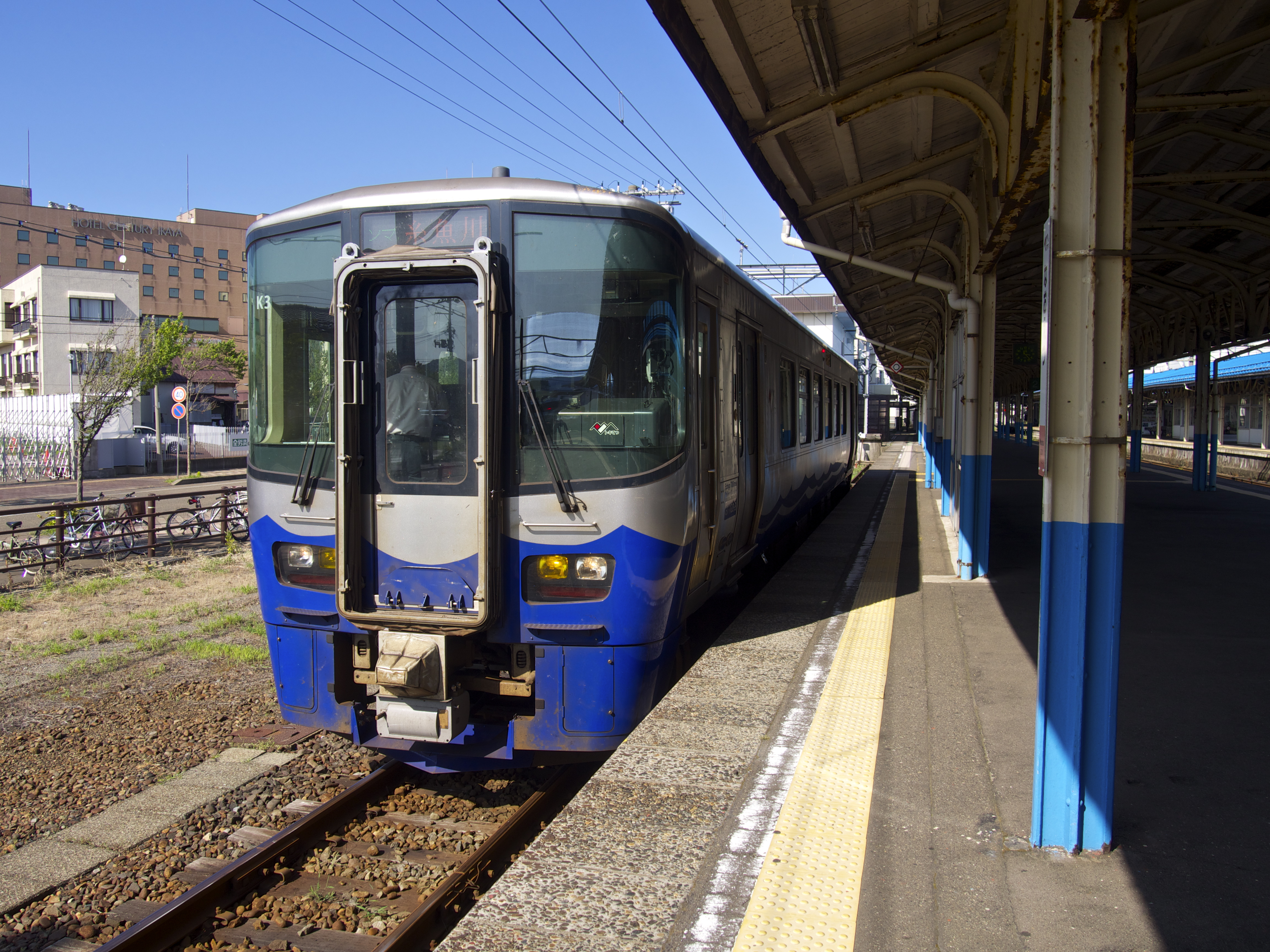
Triebzug der Echigo Tokimeki Tetsudō in Naoetsu
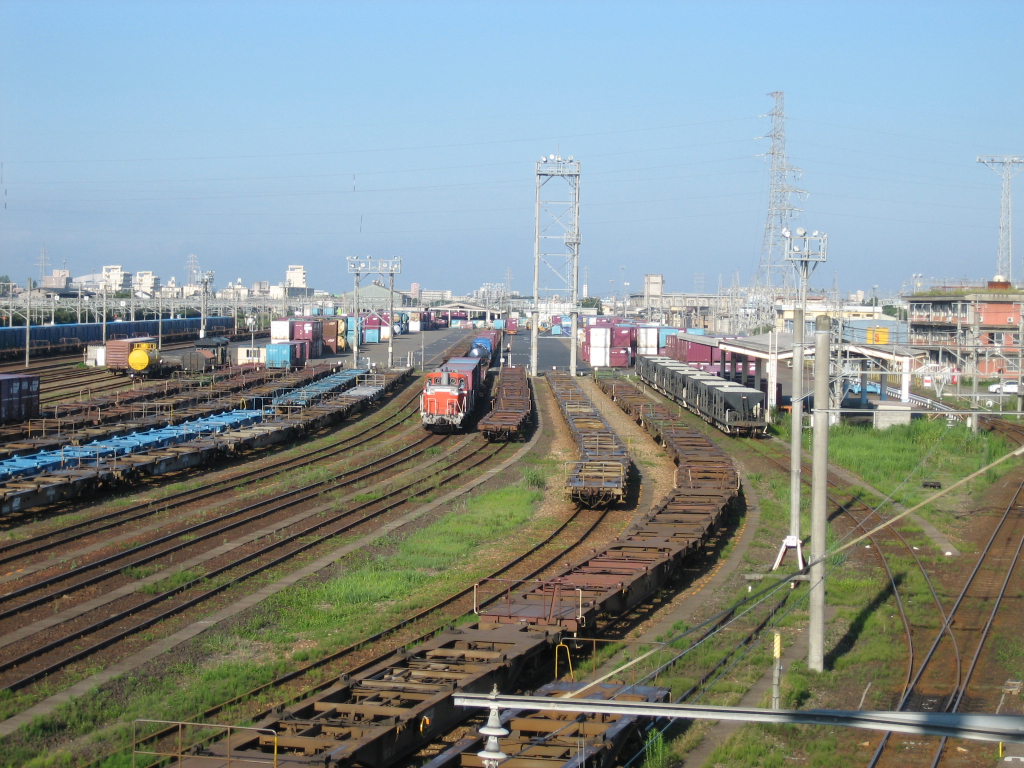
Güterbahnhof Niigata

## Geschichte

### Streckenbau
Inoue Masaru, der erste staatliche Eisenbahndirektor des Landes, plante in den 1870er Jahren eine Schienenverbindung zwischen Kantō und Kinki, den beiden bedeutendsten Regionen des Landes. Sie sollte ursprünglich nicht der Küste entlang führen (entsprechend der heutigen Tōkaidō-Hauptlinie), sondern im Landesinnern der alten Poststraße Nakasendō folgen. Sie sollte in Takasaki an die Takasaki-Linie der Nippon Tetsudō anschließen und danach durch das Gebirge bis Ōgaki führen, wo Anschluss an die bestehende Strecke nach Kōbe bestand. Vorgesehen war auch eine Zweigstrecke von Naoetsu nach Ueda, um den Transport von Baumaterial vom Japanischen Meer her zu erleichtern. Die Pläne änderten sich mehrmals, bis die konkreten Streckenführungen der Shin’etsu-Hauptlinie und der später gebauten Chūō-Hauptlinie schließlich feststanden.
Die staatliche Eisenbahnbehörde eröffnete am 15. Oktober 1885 als erstes den Abschnitt vom Bahnhof Takasaki durch das Usui-Tal nach Yokokawa. Weitere Teilstrecken entstanden von Norden her. Zunächst ging am 15. August 1886 das Teilstück zwischen dem Bahnhof Naoetsu und Sekiyama in Betrieb. Am 1. Mai 1888 reichte die Strecke bis Nagano, am 15. August 1888 bis zum Bahnhof Ueda und am 1. Dezember 1888 bis Karuizawa. Ausstehend war der Abschnitt Yokokawa–Karuizawa, wobei der steile Anstieg zum Usui-Pass mit einem Höhenunterschied von 569 Metern auf zehn Kilometern Luftlinie eine technische Herausforderung für die Ingenieure darstellte. Um die Zeit bis zur Fertigstellung des Gebirgsbahnabschnitts zu überbrücken, entstand eine Pferdebahn entlang der Nationalstraße 18, die den Betrieb am 5. September 1888 aufnahm. Der Verkehr entwickelte sich gut, aber die Pferde wurden stark beansprucht und mussten auf der zweieinhalb Stunden dauernden Fahrt jeweils zweimal ausgewechselt werden. Ebenso war die Kapazität insbesondere beim Güterverkehr bei weitem nicht ausreichend.
Eine reine Adhäsionsbahn auf den Usui-Pass wäre für die damaligen Lokomotiven zu steil gewesen. Deshalb begann im April 1891 der Bau einer Zahnradbahnstrecke des Systems Abt mit dreilamelliger Zahnstange, nach dem Vorbild der Harzbahn in Deutschland. Auf einer Länge von 11,2 km entstanden 18 Brücken und 26 Tunnel, die Steigung betrug vielerorts bis zu 66,7 Promille. Hinzu kam ungefähr in der Mitte der Betriebsbahnhof Kumanotaira mit Kohle- und Wasserstation. Nach fast zwei Jahren Bauzeit ging der Abschnitt Yokokawa–Karuizawa am 1. April 1893 in Betrieb; damit war auch die Verbindung Takasaki–Naoetsu durchgehend befahrbar. Am selben Tag wurde die Pferdebahn eingestellt. Für den Zahnradbahnbetrieb waren Lokomotiven der Maschinenfabrik Esslingen importiert worden, doch bald stellte sich heraus, dass sie nur etwa zwei Drittel der versprochenen Leistung erbrachten. 1895 wurden sie deshalb durch weitere Lokomotiven von Beyer, Peacock & Co ergänzt.
Die Eisenbahnbehörde konzentrierte sich nach der Bewältigung des Usui-Passes auf den Bau der Chūō-Hauptlinie und vertröstete wiederholt die Präfektur Niigata, die auf einen Weiterbau nordostwärts in Richtung der Hafenstadt Niigata gedrängt hatten. Aus diesem Grund erfolgte Ende 1895 die Gründung der privaten Bahngesellschaft Hokuetsu Tetsudō. Diese begann kurz darauf mit dem Streckenbau und eröffnete am 13. Mai 1897 den Abschnitt Kasugashinden–Yoneyama. Es folgten Yoneyama–Kashiwazaki am 1. August 1897, Kashiwazaki–Kitajō und Nuttari–Higashi-Sanjō am 20. November 1897, Higashi-Sanjō–Nagaoka am 16. Juni 1898, Kitajō–Nagaoka am 27. Dezember 1898 und Naoetsu–Kasugashinden am 5. September 1899. Die fehlenden 1,9 km von Nuttari zum ersten Bahnhof Niigata ließen bis zum 3. Mai 1904 auf sich warten.

### Weitere Ausbauten

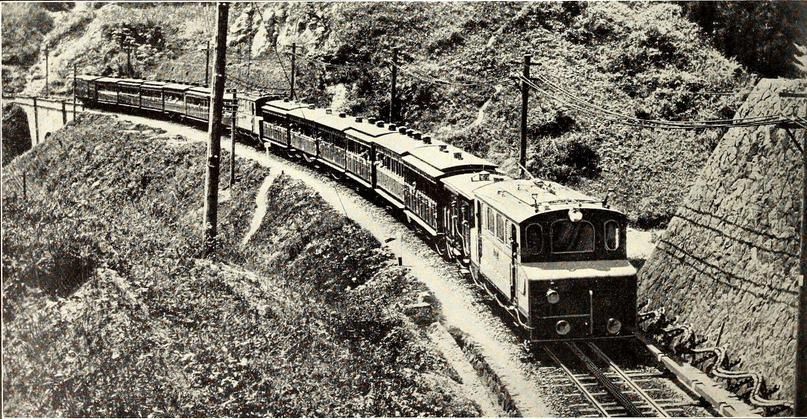
Zug am Usui-Pass mit zwei E-Loks (1914)

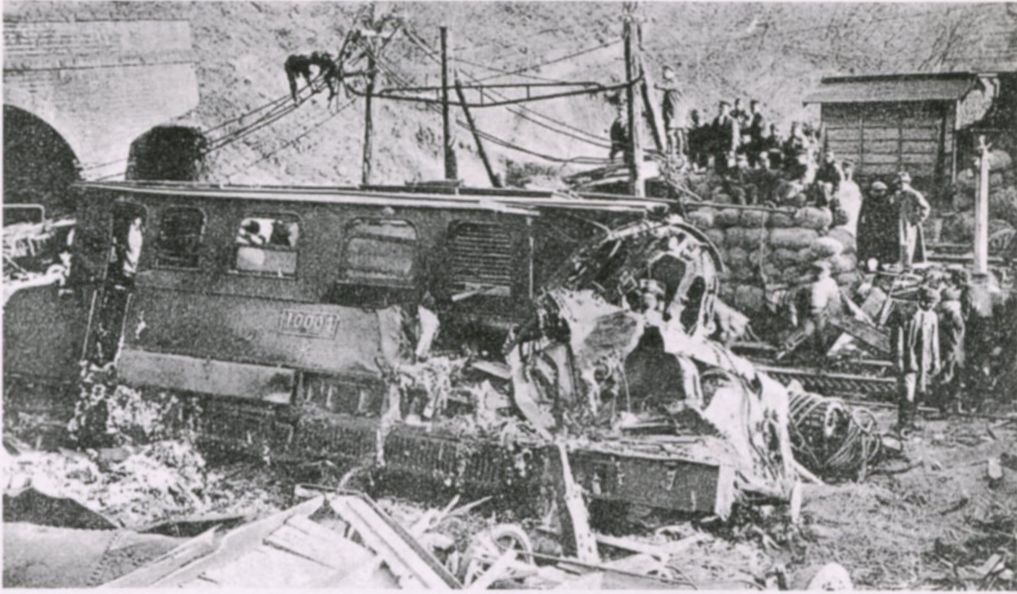
Unfall in Kumanotaira (1918)

Als Folge des vom japanischen Reichstag beschlossenen Eisenbahnverstaatlichungsgesetzes ging die Hokuetsu Tetsudō am 1. August 1907 in staatlichen Besitz über. Das Eisenbahnamt (das spätere Eisenbahnministerium) errichtete in den Jahren 1910 bis 1913 mehrere kurze Zweigstrecken in der Umgebung Niigatas, um Hafenanlagen und Güterbahnhöfe an die Shin’etsu-Hauptlinie anzubinden. Allmählich setzte sich die Erkenntnis durch, dass die Zahnradstrecke am Usui-Pass den Anforderungen nicht genügte und ein veritabler Flaschenhals war. Zudem waren die Arbeitsbedingungen dort besonders hat, denn durch den stark erhöhten Kohlebedarf war die Strecke fast permanent in dicken Rauch verhüllt. Personal und Fahrgäste litten unter den Abgasen, insbesondere in den zahlreichen Tunneln. 1909 fiel deshalb der Beschluss, den Abschnitt Yokokawa–Karuizawa zu elektrifizieren. Zur Anwendung gelangte eine Stromschiene mit 600 V Gleichspannung. Die von der AEG und der Maschinenfabrik Esslingen gelieferten Elektrolokomotiven standen erstmals am 11. Mai 1912 im Einsatz und die Fahrtzeit verringerte sich um die Hälfte auf 40 Minuten. Gleichwohl blieb der Vorspannbetrieb weiterhin notwendig.
Am 7. März 1918 entgleiste am Usui-Pass ein bergwärts fahrender Güterzug. Nachdem er wegen Rauchentwicklung eines Fahrmotors in einem Tunnel zum Stehen gekommen war, wurde eine Hilfslokomotive angefordert. Beim Versuch zur Weiterfahrt entrollte der Güterzug talwärts und erreichte eine Geschwindigkeit von 32 statt der erlaubten 18 km/h. Im Bahnhof Kumanotaira entgleiste die entlaufene Komposition und prallte gegen eine Felswand. Zwei Eisenbahner kamen auf der Unfallstelle ums Leben, zwei der sechs Verletzten verstarben später.
Gegen Ende des Ersten Weltkriegs begann der schrittweise Doppelspurausbau der Shin’etsu-Hauptlinie. Als erstes erhielt der Abschnitt Shinonoi–Kawanakajima am 1. November 1917 ein zweites Gleis, gefolgt vom Abschnitt Kawanakajima–Nagano am 1. August 1920. Ein weiterer Doppelspurabschnitt kam am 11. Juli 1931 zwischen Miyauchi und Nagaoka hinzu. Obwohl seit 1931 zwischen Takasaki und Niigata auch die direkter verlaufende Jōetsu-Linie zur Verfügung stand, war die Shin’etsu-Hauptlinie während des Pazifikkriegs von enormer Bedeutung für Truppen- und Materialtransporte, weshalb sie gegen Kriegsende zwischen Nagaoka und Niitsu ein zweites Gleis erhielt, das zwischen dem 15. September 1944 und dem 15. April 1945 abschnittsweise in Betrieb ging. Der gemeinsam mit der Jōetsu-Linie genutzte Abschnitt Miyauchi–Nagaoka wurde am 1. Oktober 1947 elektrifiziert.
Während der Nachkriegszeit war die Shin’etsu-Hauptlinie von zwei katastrophalen Ereignissen betroffen. Nördlich von Myōkō-Kōgen unterspülte der Fluss Shirotagiri am 19. Dezember 1946 das Gleisbett. Ein Nachtzug, der von Ueno nach Kanazawa unterwegs war, fuhr mit voller Geschwindigkeit über die zerstörte Stelle und entgleiste. 13 Menschen kamen ums Leben und 80 weitere erlitten Verletzungen. Am 8. Juni 1950 verschüttete ein Erdrutsch den Betriebsbahnhof Kumanotaira auf halbem Weg zum Usui-Pass. Einen Tag später, als 160 Arbeiter mit Wiederherstellungsarbeiten beschäftigt waren, ereignete sich ein zweiter, noch größerer Erdrutsch. 56 Menschen kamen in den Schlammmassen ums Leben, 24 konnten schwer verletzt geborgen werden. Die Strecke war daraufhin bis zum 20. Juni gesperrt. Ein am ersten Jahrestag enthülltes Denkmal erinnert seither an dieses Unglück.

### Fortschreitende Modernisierung
Im Verlauf der 1950er Jahre errichtete die Japanische Staatsbahn mehrere neue Bahnhöfe und passte so die Bahnstrecke der Siedlungsentwicklung an. Das bei weitem größte Vorhaben dieser Art betraf den Bahnhof Niigata, der an seinen heutigen, etwas weiter vom Zentrum entfernt liegenden Standort verschoben wurde; er nahm seinen Betrieb am 29. April 1958 und ermöglichte eine deutliche Erweiterung der Kapazität. In den folgenden Jahren nahm die Staatsbahn schrittweise und auf jeweils kurzen Abschnitten weitere Doppelspurausbauten vor. Zu diesem Zweck musste die Strecke in mehreren Bereichen umtrassiert und durch neu errichtete Tunnel geführt werden, insbesondere entlang der Küste. Beispielsweise war bb September 1973 die gesamte Strecke zwischen Niigata und Naoetsu zweigleisig befahrbar.

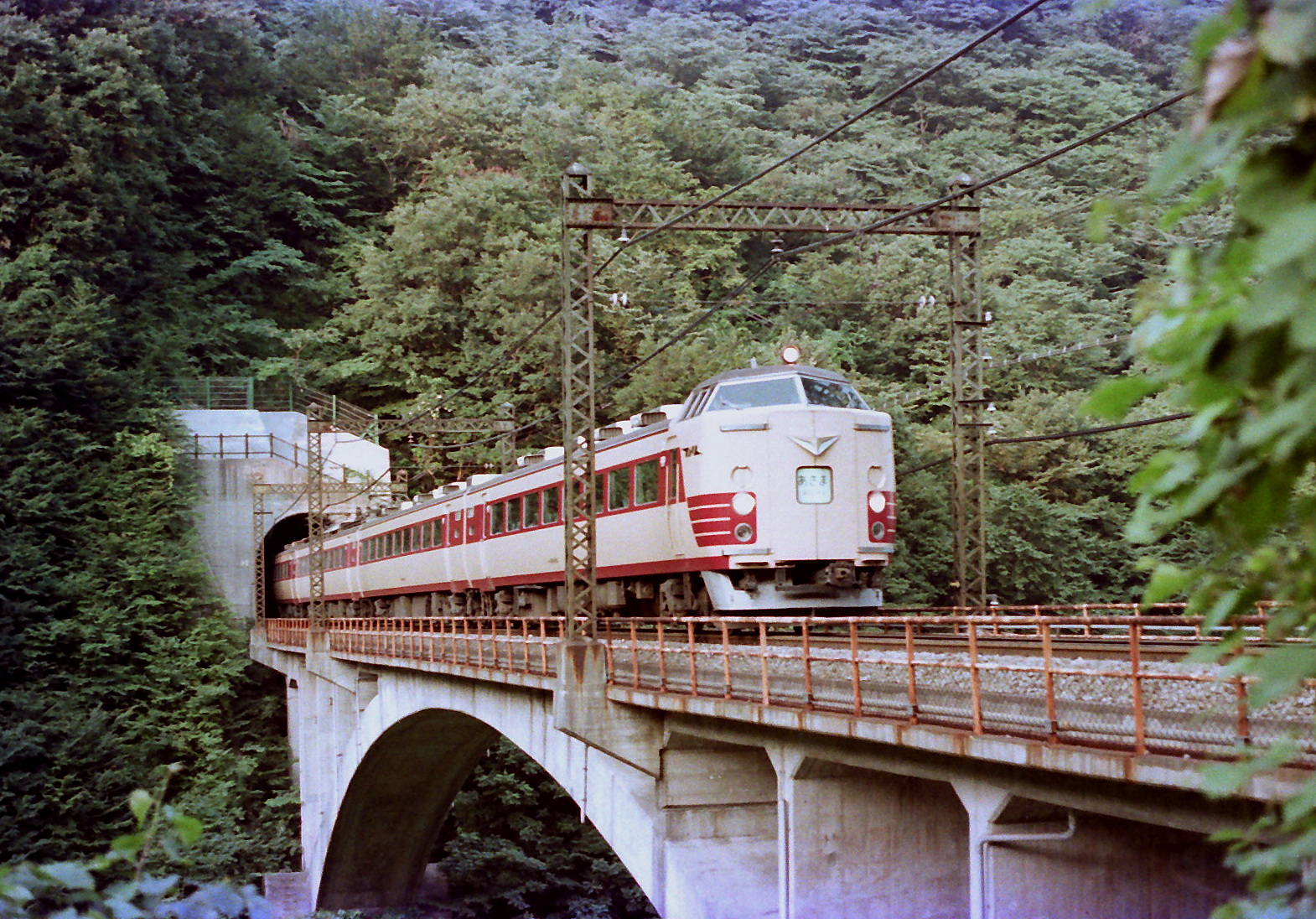
Schnellzug Asama am Usui-Pass (1978)

Ein besonderer Meilenstein war am 15. Juli 1963 die Inbetriebnahme einer neuen zweigleisigen Trasse am Usui-Pass. Sie verlief in etwa parallel zur alten Zahnradstrecke und war ebenfalls bis zu 66,7 Promille steil. Allerdings war sie für den Adhäsionsbetrieb optimiert, so dass die Zahnradstrecke am 30. September desselben Jahres stillgelegt werden konnte. Ab 1978 erfolgte der Doppelspurausbau dreier noch verbliebener einspuriger Abschnitte; als letzter wurde am 29. Juni 1982 jener zwischen Togura und Yashiro vollendet. Bis heute weiterhin nur eingleisig befahrbar ist der Abschnitt zwischen Kita-Nagano und Kurohime.
Der weitere Ausbau der Elektrifizierung stagnierte in den ersten Jahren der Tätigkeit der Staatsbahn, da sie zunächst verstärkt auf Dieseltraktion setzte. Zu Beginn der 1960er Jahre setzte sie sich jedoch zum Ziel, die letzten Lücken zu schließen und die Shin’etsu-Hauptlinie vollständig elektrisch zu betreiben. Als erstes elektrifizierte sie am 15. Juli 1962 den Abschnitt Takasaki–Yokokawa, gefolgt von Karuizawa–Nagano am 21. Juni 1963. Knapp vier Wochen später, am 21. Juli erhöhte sie die Fahrdrahtspannung am Usui-Pass von 600 auf 1500 V und vereinheitlichte damit das Stromsystem. Am 24. August 1966 stand schließlich auch das Teilstück Nagano–Naoetsu, womit nun auf der gesamten Strecke zwischen Takasaki und Niigata elektrisch gefahren werden konnte. Eine Schlammlawine am Fluss Shirotagiri brachte am 18. Mai 1978 einen Bahndamm zum Einsturz. Der Abschnitt zwischen Myōkō-Kōgen und Sekiyama war daraufhin 6. September unterbrochen.

### Aufteilung
Im Rahmen der Staatsbahnprivatisierung ging die gesamte Shin’etsu-Hauptlinie am 1. April 1987 in den Besitz der neuen Gesellschaft JR East über. JR Freight wiederum übernahm am selben Tag den Güterverkehr, verzichtete aber auf die Bedienung des gebirgigen Abschnitts von Annaka über den Usui-Pass nach Tanaka, da die Jōetsu-Linie besser geeignet war. Grundlegende Änderungen brachte die Eröffnung der Hokuriku-Shinkansen, die im Hinblick auf die in Nagano stattfindenden Olympischen Winterspiele 1998 erbaut worden war. Am 1. Oktober 1997 legte JR East den 11,2 km langen Abschnitt von Yokokawa über den Usui-Pass nach Karuizawa still. Ebenso übertrug sie das 65,1 km lange Teilstück Karuizawa–Shinonoi, das größtenteils parallel zur Schnellfahrstrecke verläuft, an die von einer regionalen Trägerschaft gestützten Bahngesellschaft Shinano Tetsudō; diese betreibt sie seither unter der Bezeichnung Shinano-Linie.
Das Chūetsu-Erdbeben am 23. Oktober 2004 verursachte umfangreiche Schäden zwischen Kashiwazaki und Nagaoka, worauf dieser Abschnitt bis zum 29. November gesperrt war. Weitere umfangreiche Schäden richtete das Niigata-Chūetsu-Küstenerdbeben am 16. Juli 2007 an. Betroffen war dieses Mal der Abschnitt Saigata–Miyauchi, der erst am 13. September wieder vollständig befahren werden konnte. Mit der Verlängerung der Hokuriku-Shinkansen von Nagano nach Kanazawa am 14. März 2015 übertrug JR East weitere Teile der Shin’etsu-Hauptlinie an regionale Drittanbieter. Der Abschnitt von Nagano nach Myōkō-Kōgen (37,3 km) ging an die Shinano Tetsudō und heißt seither Kita-Shinano-Linie, während der Abschnitt von Myōkō-Kōgen nach Naoetsu (37,7 km) von der Echigo Tokimeki Tetsudō übernommen wurde und seither als Myōkō-Haneuma-Linie bezeichnet wird.

## Liste der Bahnhöfe

### Takasaki–Yokokawa
| Name                      | km   | Anschlusslinien | Lage   | Ort      | Präfektur |
| ------------------------- | ---- | --- | ------ | -------- | --------- |
| Takasaki (高崎)           | 00,0 | Hokuriku-Shinkansen Jōetsu-Shinkansen Hachikō-Linie Jōetsu-Linie Jōshin-Linie Shōnan-Shinjuku-Linie Takasaki-Linie | Koord. | Takasaki | Gunma     |
| Kita-Takasaki (北高崎)    | 02,4 | | Koord. | Takasaki | Gunma     |
| Gumma-Yawata (群馬八幡)   | 06,4 | | Koord. | Takasaki | Gunma     |
| Annaka (安中)             | 10,6 | | Koord. | Annaka   | Gunma     |
| Isobe (磯部)              | 17,6 | | Koord. | Annaka   | Gunma     |
| Matsuida (松井田)         | 22,7 | | Koord. | Annaka   | Gunma     |
| Nishi-Matsuida (西松井田) | 23,9 | | Koord. | Annaka   | Gunma     |
| Yokokawa (横川)           | 29,7 | | Koord. | Annaka   | Gunma     |

### Yokokawa–Shinonoi
Mit der Inbetriebnahme der Hokuriku-Shinkansen im Jahr 1997 wurde der Abschnitt von Yokokawa über den Usui-Pass nach Karuizawa stillgelegt und durch eine Buslinie von JR Bus Kantō ersetzt. Ein kleiner Teil der Strecke und der Betriebsbahnhof Yokokawa werden vom Erlebnispark Usui-tōge Tetsudō Bunkamura genutzt. Ebenfalls seit 1997 führt die Shinano Tetsudō den regionalen Bahnverkehr von Karuizawa über Shinonoi nach Nagano durch; dieser Abschnitt trägt die Bezeichnung Shinano-Linie.

### Shinonoi–Nagano
Parallelverkehr von Zügen der Shinano Tetsudō und solchen der JR Central auf der Shinonoi-Linie
| Name                  | km   | Anschlusslinien                                                  | Lage   | Ort    | Präfektur |
| --------------------- | ---- | ---------------------------------------------------------------- | ------ | ------ | --------- |
| Shinonoi (篠ノ井)     | 00,0 | Shinano-Linie Shinonoi-Linie                                     | Koord. | Nagano | Nagano    |
| Imai (今井)           | 02,1 |                                                                  | Koord. | Nagano | Nagano    |
| Kawanakajima (川中島) | 04,3 |                                                                  | Koord. | Nagano | Nagano    |
| Amori (安茂里)        | 06,4 |                                                                  | Koord. | Nagano | Nagano    |
| Nagano (長野)         | 09,3 | Hokuriku-Shinkansen Iiyama-Linie Kita-Shinano-Linie Nagano-Linie | Koord. | Nagano | Nagano    |

### Nagano–Naoetsu
Ebenfalls aufgrund der parallel verlaufenden Hokuriku-Shinkansen wurde dieser Teil der Shin’etsu-Hauptlinie 2015 an andere Bahngesellschaften übertragen. Die Shinano Tetsudō ist seither für die Kita-Shinano-Linie zwischen Nagano und Myōkō-Kōgen zuständig. Die Echigo Tokimeki Tetsudō wiederum betreibt die Myōkō-Haneuma-Linie zwischen Myōkō-Kōgen und Naoetsu.

### Naoetsu–Niigata
Ka: Kaisoku (Rapid); Sh: Shirayuki 

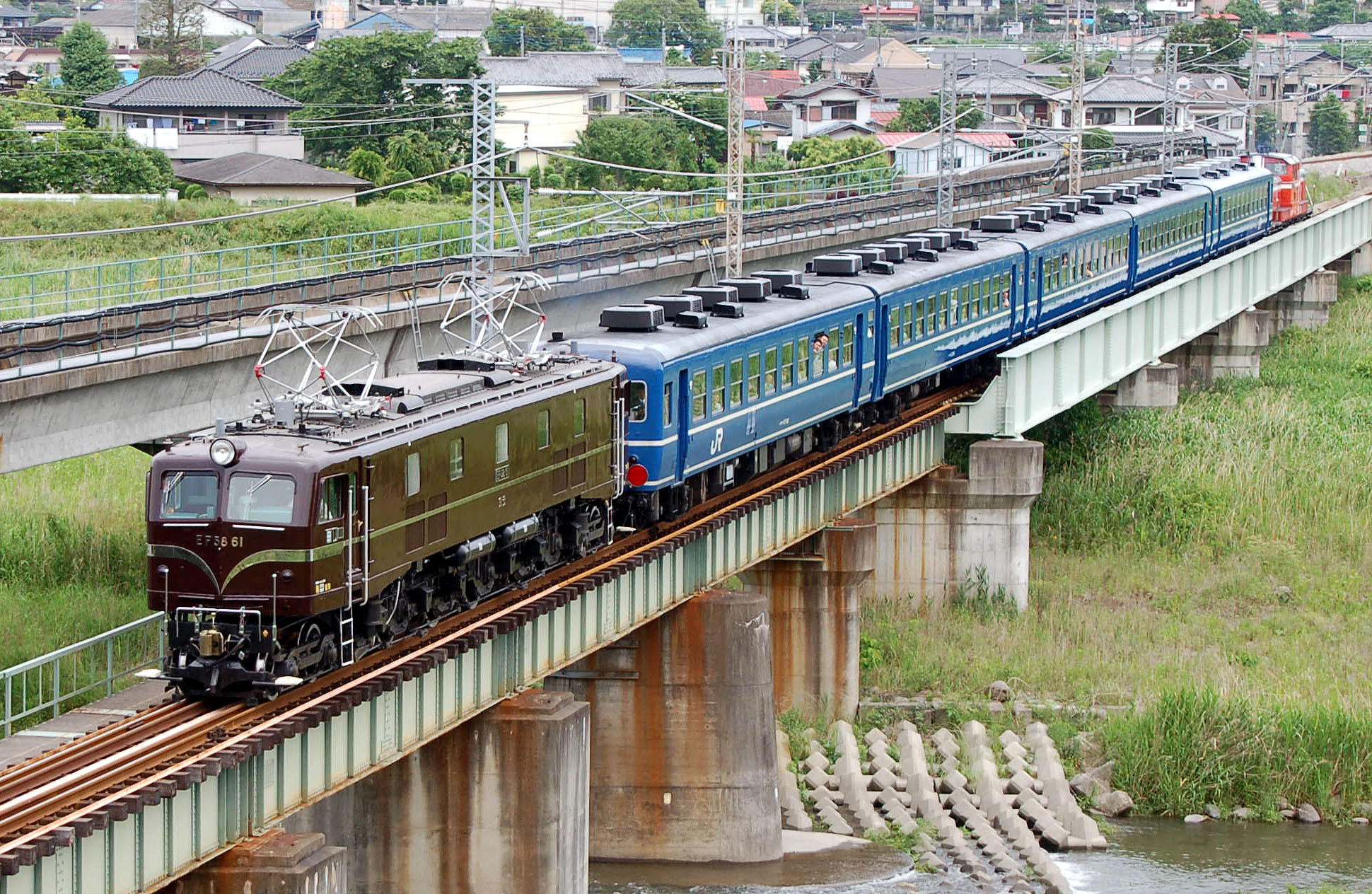
Nahverkehrszug bei Annaka

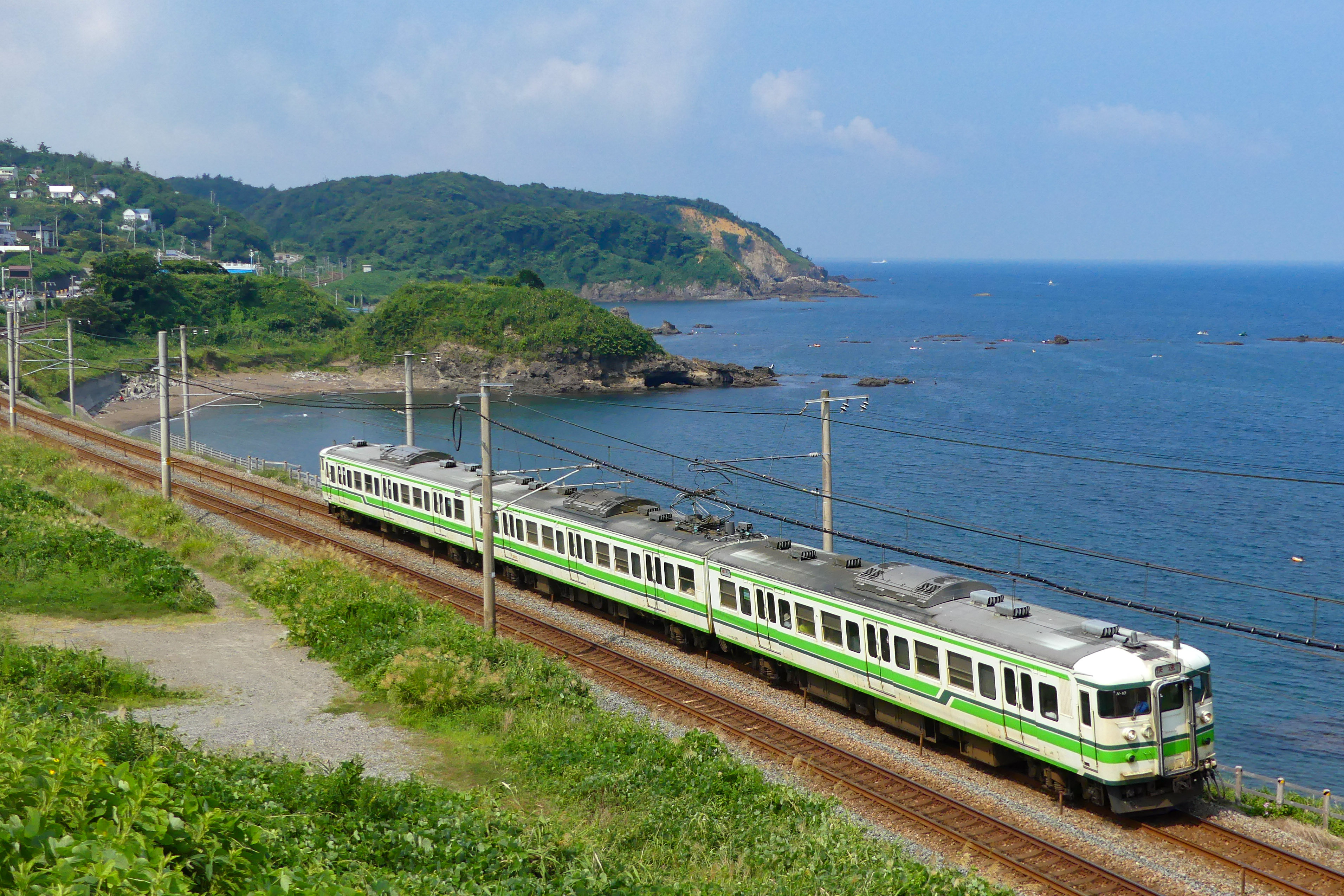
Nahverkehrszug zwischen Ōmigawa und Kujiranami

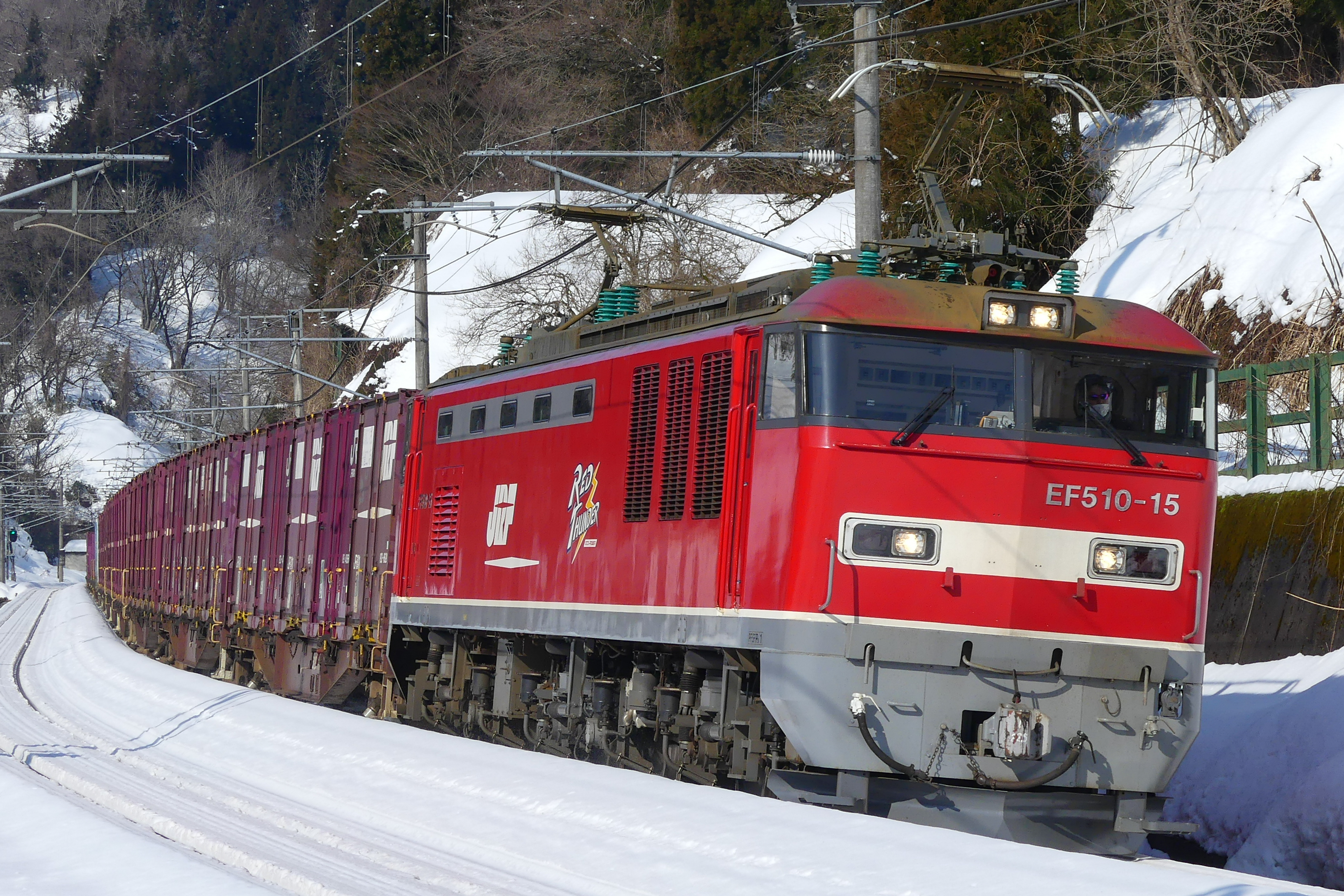
Güterzug bei Nagatori

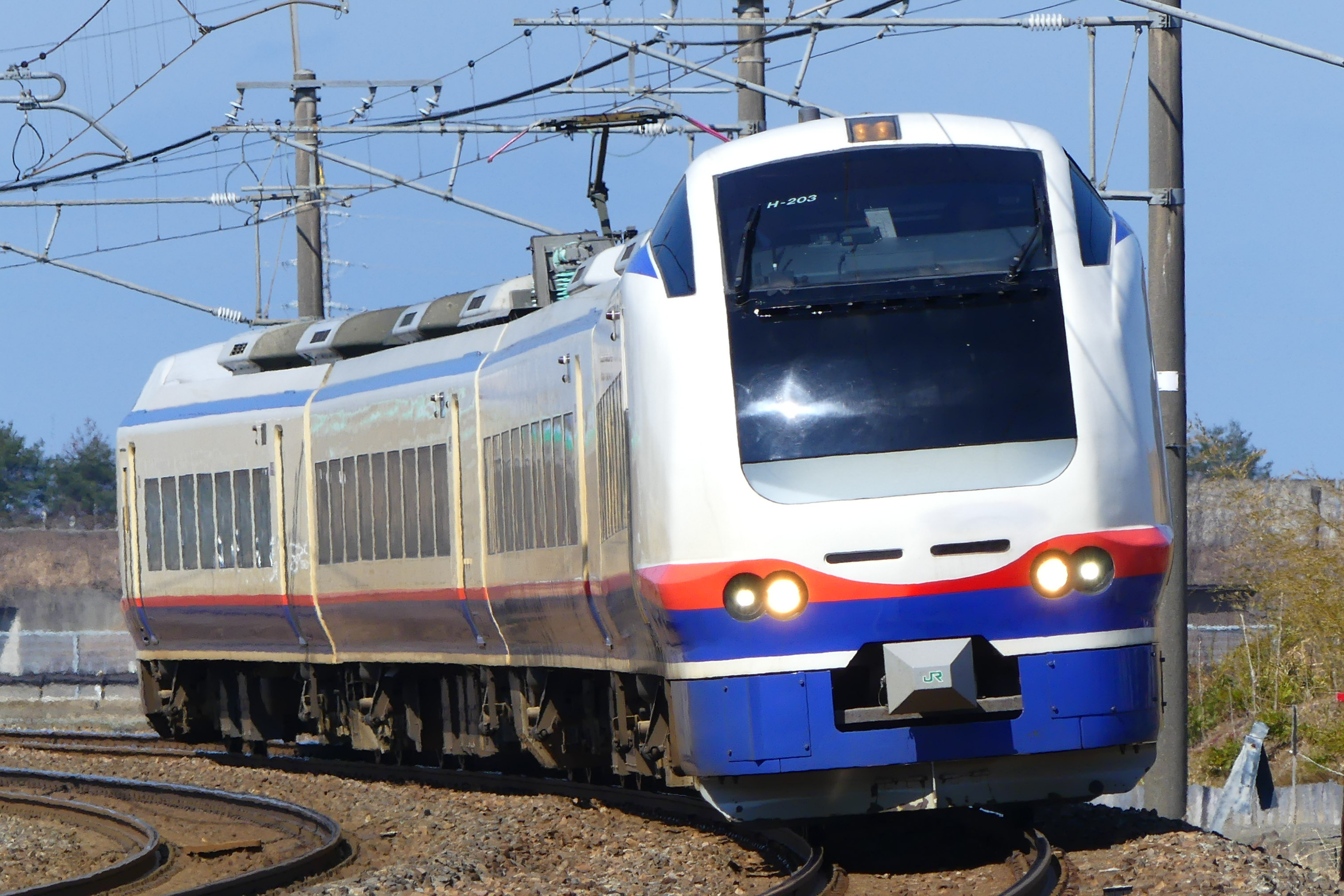
Schnellzug Shirayuki bei Kashiwazaki

● = alle Züge halten an diesem Bahnhof; ▼ = nur einzelne Züge in dieser Fahrtrichtung halten hier
| Name                       | km    | Ka | Sh | Anschlusslinien                               | Lage   | Ort         | Präfektur |
| -------------------------- | ----- | -- | -- | --------------------------------------------- | ------ | ----------- | --------- |
| Naoetsu (直江津)           | 000,0 | ●  | ●  | Myōkō-Haneuma-Linie Nihonkai-Hisui-Linie      | Koord. | Jōetsu      | Niigata   |
| Kuroi (黒井)               | 002,7 | ▼  | ǀ  |                                               | Koord. | Jōetsu      | Niigata   |
| Saigata (犀潟)             | 007,1 | ●  | ǀ  | Hokuhoku-Linie                                | Koord. | Jōetsu      | Niigata   |
| Dosokohama (土底浜)        | 009,4 | ▼  | ǀ  |                                               | Koord. | Jōetsu      | Niigata   |
| Katamachi (潟町)           | 011,2 | ▼  | ǀ  |                                               | Koord. | Jōetsu      | Niigata   |
| Jōgehama (上下浜)          | 014,0 | ▼  | ǀ  |                                               | Koord. | Jōetsu      | Niigata   |
| Kakizaki (柿崎)            | 017,6 | ●  | ●  |                                               | Koord. | Jōetsu      | Niigata   |
| Yoneyama (米山)            | 023,5 | ǀ  | ǀ  |                                               | Koord. | Kashiwazaki | Niigata   |
| Kasashima (笠島)           | 027,4 | ǀ  | ǀ  |                                               | Koord. | Kashiwazaki | Niigata   |
| Ōmigawa (青海川)           | 029,6 | ǀ  | ǀ  |                                               | Koord. | Kashiwazaki | Niigata   |
| Kujiranami (鯨波)          | 032,6 | ǀ  | ǀ  |                                               | Koord. | Kashiwazaki | Niigata   |
| Kashiwazaki (柏崎)         | 036,3 | ●  | ●  | Echigo-Linie                                  | Koord. | Kashiwazaki | Niigata   |
| Ibarame (茨目)             | 039,3 | ǀ  | ǀ  |                                               | Koord. | Kashiwazaki | Niigata   |
| Yasuda (安田)              | 042,2 | ǀ  | ǀ  |                                               | Koord. | Kashiwazaki | Niigata   |
| Kitajō (北条)              | 044,8 | ǀ  | ǀ  |                                               | Koord. | Kashiwazaki | Niigata   |
| Echigo-Hirota (越後広田)   | 048,1 | ǀ  | ǀ  |                                               | Koord. | Kashiwazaki | Niigata   |
| Nagatori (長鳥)            | 050,8 | ǀ  | ǀ  |                                               | Koord. | Kashiwazaki | Niigata   |
| Tsukayama (塚山)           | 055,8 | ǀ  | ǀ  |                                               | Koord. | Nagaoka     | Niigata   |
| Echigo-Iwatsuka (越後岩塚) | 060,5 | ǀ  | ǀ  |                                               | Koord. | Nagaoka     | Niigata   |
| Raikōji (来迎寺)           | 063,3 | ●  | ǀ  |                                               | Koord. | Nagaoka     | Niigata   |
| Maekawa (前川)             | 067,4 | ǀ  | ǀ  |                                               | Koord. | Nagaoka     | Niigata   |
| Miyauchi (宮内)            | 070,0 | ●  | ǀ  | Jōetsu-Linie                                  | Koord. | Nagaoka     | Niigata   |
| Nagaoka (長岡)             | 073,0 | ●  | ●  | Jōetsu-Shinkansen                             | Koord. | Nagaoka     | Niigata   |
| Kita-Nagaoka (北長岡)      | 075,5 | ǀ  | ǀ  |                                               | Koord. | Nagaoka     | Niigata   |
| Oshikiri (押切)            | 079,9 | ǀ  | ǀ  |                                               | Koord. | Nagaoka     | Niigata   |
| Mitsuke (見附)             | 084,4 | ●  | ●  |                                               | Koord. | Mitsuke     | Niigata   |
| Obiori (帯織)              | 088,5 | ǀ  | ǀ  |                                               | Koord. | Sanjō       | Niigata   |
| Tōkōji (東光寺)            | 091,1 | ǀ  | ǀ  |                                               | Koord. | Sanjō       | Niigata   |
| Sanjō (三条)               | 094,6 | ●  | ǀ  |                                               | Koord. | Sanjō       | Niigata   |
| Higashi-Sanjō (東三条)     | 096,2 | ●  | ●  | Yahiko-Linie                                  | Koord. | Sanjō       | Niigata   |
| Honai (保内)               | 100,0 | ǀ  | ǀ  |                                               | Koord. | Sanjō       | Niigata   |
| Kamo (加茂)                | 103,8 | ●  | ●  |                                               | Koord. | Kamo        | Niigata   |
| Hanyūda (羽生田)           | 107,9 | ǀ  | ǀ  |                                               | Koord. | Tagami      | Niigata   |
| Tagami (田上)              | 111,1 | ǀ  | ǀ  |                                               | Koord. | Tagami      | Niigata   |
| Yashiroda (矢代田)         | 114,8 | ●  | ǀ  |                                               | Koord. | Niigata     | Niigata   |
| Furutsu (古津)             | 117,9 | ǀ  | ǀ  |                                               | Koord. | Niigata     | Niigata   |
| Niitsu (新津)              | 121,1 | ●  | ●  | Uetsu-Hauptlinie Ban’etsu-Westlinie           | Koord. | Niigata     | Niigata   |
| Satsukino (さつき野)       | 122,6 | ǀ  | ǀ  |                                               | Koord. | Niigata     | Niigata   |
| Ogikawa (荻川)             | 124,9 | ǀ  | ǀ  |                                               | Koord. | Niigata     | Niigata   |
| Kameda (亀田)              | 129,8 | ●  | ǀ  |                                               | Koord. | Niigata     | Niigata   |
| Echigo-Ishiyama (越後石山) | 132,2 | ▼  | ǀ  |                                               | Koord. | Niigata     | Niigata   |
| Niigata (新潟)             | 136,3 | ●  | ●  | Jōetsu-Shinkansen Echigo-Linie Hakushin-Linie | Koord. | Niigata     | Niigata   |